# Episodi di Cent'anni di solitudine
La prima parte di Cent'anni di solitudine, composta da otto episodi, è uscita internazionalmente su Netflix l'11 dicembre 2024.
| n° | Titolo                         | Pubblicazione internazionale |
| -- | ------------------------------ | ---------------------------- |
| 1  | Macondo                        | 11 dicembre 2024             |
| 2  | È come un terremoto            | 11 dicembre 2024             |
| 3  | Un dagherrotipo di Dio         | 11 dicembre 2024             |
| 4  | Il Castagno                    | 11 dicembre 2024             |
| 5  | Remedios Moscote               | 11 dicembre 2024             |
| 6  | Colonnello Aureliano Buendìa   | 11 dicembre 2024             |
| 7  | Arcadio e il paradiso liberale | 11 dicembre 2024             |
| 8  | Tanti fiori caddero dal cielo  | 11 dicembre 2024             |

## Macondo
- Diretto da: Alex García López
- Scritto da: José Riviera e Natalia Santa

### Trama
José Arcadio Buendìa e Úrsula Iguarán sono due giovani ragazzi che vivono in una cittadina colombiana. I due si innamorano e si fidanzano, ma la ragazza è tenuta sotto stretto controllo dalla madre, che la costringe a indossare una cintura di castità poiché convinta che avrebbe dato alla luce un bambino con la coda da maiale, in quanto i due sono cugini. Ribellandosi alla madre, Úrsula si libera della cintura e giace con il fidanzato, da cui genera un figlio, chiamato anch'egli José Arcadio. José Arcadio padre uccide un concittadino che aveva insultato lui e Úrsula e il cui spirito li tormenta per i giorni successivi. Non potendo più sopportare la presenza del suo spirito, i due lasciano la città, seguiti da decine di amici e compaesani, alla ricerca del mare. Dopo anni di cammino, decidono di stanziarsi accanto a una palude e dare luce al nuovo villaggio di Macondo. Nel frattempo Úrsula è di nuovo incinta e genera Aureliano, primo nato a Macondo.

## È come un terremoto
- Titolo originario: Es como un temblor de tierra
- Diretto da: Alex García López
- Scritto da: José Riviera e Natalia Santa

### Trama
A Macondo giunge un gruppo di gitani circensi, guidati da Melquiades, un alchimista che rivela a José Arcadio, del quale diventa amico, i segreti della scienza e dell'alchimia. Mentre Úrsula mette al mondo la loro terza figlia, la prima femmina, il primogenito José Arcadio si infatua di Pilar, una donna matura del villaggio, con la quale perde la verginità. Dopo alcune settimane di frequentazione, la donna rimane incinta e il ragazzo si innamora di una giovane ragazza zingara e scappa con lei. José Arcadio padre, nel frattempo, occupa il suo tempo con la scienza, le invenzioni e l'alchimia, ma dopo qualche tempo scopre che Melquiades è morto. Mesi dopo, Pilar si presenta alla porta dei Buendìa rivelando loro di aver messo al mondo il figlio di loro figlio. Úrsula accetta di prendersene cura, chiamando il bambino José Arcadio (Arcadio, per non confonderlo con gli altri), ma in cambio lei deve sparire. La seconda generazione dei Buendìa si sta andando a formare e tutti iniziano a mostrare dei caratteri particolari e al limite del magico.

## Un dagherrotipo di Dio
- Titolo originale: Un daguerrotipo de Dios
- Diretto da: Alex García López
- Scritto da: José Rivera e Camila Brugés

### Trama
Si presenta a casa dei Buendìa Rebeca, una bambina orfana di lontani parenti dimenticati. La bambina si dimostra ribelle e sfacciata e litiga spesso con Úrsula, che arriva a vietarle di mangiare. Dopo aver chiarito con la madre adottiva, la bambina diventa più rispettosa, provocando però la gelosia della figlia naturale di Úrsula, Amaranta. Nel frattempo, Aureliano segue il padre e si interessa alla scienza e all'alchimia. Rebeca è affetta dal morbo dell'insonnia, che attacca a tutta Macondo, i cui cittadini iniziano a non riuscire più a dormire e, gradualmente, a dimenticare le cose, poi le relazioni e infine ad impazzire. Melquiades, tornato dalla morte, arriva in città e somministra la medicina per l'insonnia a tutti, che cadono in un sonno profondo.
Molti anni dopo, José Arcadio e Úrsula sono ormai pienamente adulti, e figli e nipoti sono cresciuti. Aureliano è ancora vergine, mentre Amaranta e Rebeca sono in età da marito. Úrsula organizza un evento per trovare un partito alle due ragazze, ma Rebeca è innamorata di Pietro Crespi, giovane musicista italiano che dà lezioni di pianoforte e di ballo alle ragazze. La festa viene interrotta da una comunicazione urgente: il governo ha deciso che la casa dei Buendìa e tutta Macondo devono adeguarsi al colore azzurro.

## Il Castagno
- Titolo originale: El castaño
- Diretto da: Laura Mora
- Scritto da: José Rivera e Albatros González

### Trama
Arriva in città Apolinar Moscote, un inviato del governo che si deve occupare di imporre delle leggi e delle direttive a Macondo. In tutta risposta José Arcadio e alcuni dei suoi lo portano di peso al confine della città, obbligandolo ad andarsene. Pochi giorni dopo l'uomo torna, accompagnato dalla famiglia e da alcuni soldati. José Arcadio lo informa che potranno restare, ma che la vita a Macondo non cambierà e che essi continueranno a vivere in uno stato di pacifica anarchia. Aureliano perde la verginità con Pilar, che negli anni non è invecchiata. La famiglia Moscote viene accolta dai Buendìa e Aureliano si innamora della giovane Remedios, che domanda in sposa. Il padre accetta di dare in sposa la figlia, per quanto ancora bambina, a costo però che venga eretta per l'occasione una Chiesa nella laica Macondo e che il matrimonio venga celebrato lì. Nel frattempo l'anziano Melquiades muore e viene così celebrato il primo funerale a Macondo. Arcadio è particolarmente abbattuto per la morte dell'alchimista e viene consolato da Pilar, che ignora essere sua madre, mentre Josè Arcadio padre e Úrsula ricominciano a vedere lo spirito di Prudencio, il loro concittadino ucciso all'inizio della storia. Pietro Crespi, che ha avviato una fitta corrispondenza con Rebeca, torna a casa Buendìa, dove viene intralciato da una fredda Úrsula e da una gelosa Amaranta, che viene portata via dalla madre per qualche tempo per evitare che si suicidi. Aureliano istruisce Remedios, José Arcadio padre -ancora traumatizzato dalla morte dell'amico- torna a interessarsi alla scienza, all'alchimia e alla tecnologia con gli apparecchi meccanici di Crespi, mentre Moscote prosegue nel tentativo di portare la legge ed il governo all'interno dell'autogestita Macondo. José Arcadio continua a vedere lo spirito di Prudencio, che gli svela che questo turbamento in lui e nella città è provocato dalla prima morte a Macondo. L'uomo ha smesso di ricordare che giorno sia e iniziato a delirare, turbato anche dalla lontananza della moglie e della figlia, e inizia a distruggere il proprio laboratorio e ad attaccare Aureliano, Pietro Crespi e tutti coloro che tentano di fermarlo, che sono costretti a legarlo ad un albero per placarlo. Al ritorno di Úrsula e Amaranta, José continua a delirare ripetendo frasi mortali in latino e la moglie capisce che è meglio lasciarlo legato.

## Remedios Moscote
- Diretto da: Laura Mora
- Scritto da: José Rivera e Camila Brugés

### Trama
Remedios raggiunge il menarca, arrivando così all'età giusta per maritarsi. Aureliano e Remedios si sposano, mentre il matrimonio tra Rebeca e Pietro viene rimandato dopo che lui viene informato dell'imminente morte della madre, informazione falsa inviata dalla gelosa Amaranta. Remedios si dimostra una moglie e donna di casa esemplare, riuscendo a legare con tutti, a partecipare al mantenimento della casa e prendersi cura di José Arcadio, dimostrandosi l'unica a riuscire a parlare con lui. Un giorno Pilar si presenta a casa Buendìa con un bambino, figlio suo e di Aureliano, chiedendo all'uomo di prendersene cura; Aureliano accetta e lo chiama Aureliano José. A pochi giorni di distanza, si scopre che Remedios è incinta e per l'occasione l'intera famiglia si riunisce e riappacifica, anche Rebeca e Amaranta. Rebeca e Pietro devono rimandare il proprio matrimonio perché la chiesa della città non è ancora pronta; nell'estenuante attesa, la ragazza si masturba tutti i giorni provocando dei violenti terremoti in casa e Úrsula decide di organizzare il matrimonio anche senza la chiesa pronta, ma la sua richiesta non va a buon fine. Arcadio, che si è trasferito all'interno della scuola cittadina dove impartisce lezioni di alchimia, inconsapevole che sia la madre, tenta di violentare Pilar, ma lei riesce a bloccarlo promettendogli un più consono e romantico appuntamento la sera stessa, ma alla fine non si presenta. La donna, che è a conoscenza di essere madre di Arcadio, paga una ragazza per giacere con il figlio. Remedios, che si scopre essere incinta di due gemelli, ha un aborto spontaneo e muore dissanguata. Viene celebrato così il secondo funerale di Macondo, il primo cristiano. Amaranta, che si sente in colpa perché mentre la ragazza moriva stava pregando perché succedessero cose brutte a Rebeca, adotta Aureliano José per colmare la sua solitudine.
A distanza di decenni, torna a casa Buendìa José Arcadio figlio.

## Colonnello Aureliano Buendìa
- Titolo originale: El coronel Aureliano Buendía
- Diretto da: Laura Mora
- Scritto da: José Rivera e Albatros González

### Trama
José Arcadio figlio torna a casa. Ad eccezione dei genitori e del fratello, nessuno degli abitanti di casa Buendìa lo conosce e lui racconta di aver girato il mondo sessantacinque volte dopo essere partito e cerca di conoscere l'attuale struttura della famiglia e dell'abitazione. L'uomo si fa conoscere dalla popolazione di Macondo, attirando l'attenzione di Pilar, che non lo vedeva da quando gli aveva rivelato della gravidanza. Moscote annuncia l'imminenza delle prime elezioni a Macondo e, approfittando della follia di José Arcadio, l'unico che gli aveva tenuto testa, impone delle regole dure come il coprifuoco e il sequestro di alcuni beni. Arcadio si allea così con un gruppo di terroristi che stanno organizzandosi in una resistenza, mentre Aureliano passa il tempo proprio con il suocero Apolinar. Arcadio e la resistenza fanno propaganda in giro per la città per ribellarsi ai conservatori e votare i liberali, proponendo anche amore libero, fucilazione del prete e trasformazione della chiesa in una scuola. Si svolgono le elezioni, con Apolinar e Aureliano come responsabili di seggio. Le elezioni segnano la vittoria dei liberali, per cui Apolinar inverte le schede dei liberali con quelle dei conservatori, per manipolare le elezioni, e le invia al governo. Aureliano, pur dichiarandosi ancora conservatore, mostra una contrarietà verso questa azione di Moscote. Rebeca si eccita alla visione di José Arcadio figlio e comprende di essere più attratta da lui che da Crespi. Mentre è intenta a mangiare il terriccio, Rebeca è vista da José Arcadio, che la crede sua sorella; hanno un rapporto sessuale e la mattina seguente dichiarano alla famiglia l'intenzione di sposarsi, provocando un forte sdegno in Amaranta e in Úrsula. José comunica a Pietro la rottura della promessa con Rebeca, informandolo che non ha alcun problema o remora a sposarsi con la propria sorella. Apolinar ha sequestrato ogni vera o possibile arma, inclusi i coltelli, per evitare ribellioni dei liberali, che nel frattempo scoprono che in tutte le città i conservatori hanno truccato le elezioni e giustiziato le resistenze. José e Rebeca si sposano, scoprendo per altro di non essere consanguinei, accompagnati solo da Aureliano e Arcadio (che ignora che José sia suo padre), e vanno a vivere da soli. Dopo la fine della relazione con Rebeca, Pietro Crespi si infatua di Amaranta, che lo amava da anni.
In risposta ai fatti recenti, Aureliano comunica ad alcuni compaesani di sentirsi liberale dentro e viene portato alla sede della resistenza, scoprendo che è in progettazione una rivoluzione nazionale che prevede l'uccisione dei rappresentanti del governo e delle loro famiglie. Alla proposta di portare alla morte suocero e famiglia, Aureliano lascia i liberali con sdegno reciproco, comunicando che difenderà personalmente Moscote dall'assassinio. Dopo l'elezione, giunge a Macondo un commando dell'esercito nazionale, che prende possesso della scuola e la trasforma in una caserma. L'esercito, che ha assunto il potere nella città, anche sopra a Moscote, dopo la dichiarazione dello stato d'emergenza, picchia il prete della città e arresta e giustizia il capo dei liberali. È il primo omicidio a Macondo. I soldati arrestano, torturano e uccidono vari cittadini, responsabili di aver tramato per la rivoluzione o meno. Aureliano cambia definitivamente idea assistendo a un brutale omicidio di una donna in mezzo alla strada, si arma di cacciaviti e altri attrezzi da laboratorio e, nonostante i tentativi di fermarlo di Úrsula, saluta la famiglia per andare in guerra contro l'esercito e la tirannide. Raduna un gruppo di uomini per unirsi all'esercito liberale e cacciare i conservatori dalla città e con loro si introduce nella caserma dove uccidono alcuni soldati e prendono possesso delle armi. Nella stessa modalità delle condanne a morte applicate dall'esercito, i liberali uccidono il generale e gli altri soldati. Prima di partire per unirsi all'esercito rivoluzionario, Aureliano comunica a un terrorizzato Apolinar che non verrà giustiziato né lui né la sua famiglia e che da quel momento lui assume la denominazione di Colonnello.

## Arcadio e il paradiso liberale
- Titolo originale: Arcadio y el paraíso liberal
- Diretto da: Alex García López
- Scritto da: José Rivera e Camila Brugés

### Trama
Dopo la partenza dei ribelli alla volta della capitale, Arcadio assume il potere a Macondo. Nonostante la promessa di rendere nuovamente la città come alle origini, Arcadio annuncia una serie di riforme dure, come la leva obbligatoria e l'adeguamento di tutti gli edifici al colore del partito liberale, oltre al sequestro del prete e del sacrestano. Arcadio si occupa personalmente di allenare giovani e bambini alla fucilazione. Tutti i cittadini vengono tassati gravemente da Arcadio per ogni lavoro e atto e decidono di dimostrare la propria contrarietà al capo, deridendolo. In risposta, Arcadio fa assassinare un musicista che lo stava prendendo in giro.
José Arcadio prosegue la sua vita con Rebeca, prendendo con la forza possesso delle terre che circondano casa sua. La notizia inizia a correrere tra la cittadinanza, che riporta il problema ad Arcadio. Il nuovo capo affronta la questione con José, limitandosi però ad affidargli ufficialmente le terre altrui, in cambio di un pizzo all'ufficio di comando della città.
I ribelli arrivano a un accampamento militare conservatore, per liberare un colonnello liberale, ma gran parte del loro esercito viene ucciso dai militari e Aureliano e i pochi superstiti se ne vanno, promettendo di tornare con più uomini. Preso dalla disperazione e dalla stanchezza, Aureliano si ritrova nel punto in cui si erano perduti i fondatori di Macondo decenni prima e qui immagina il cadavere di Remedios e il proprio padre da giovane. Salvato da una donna liberale, viene portato dal gruppo locale di ribelli, che unisce ai propri uomini diretti agli accampamenti conservatori.
A casa Buendìa, José Arcadio padre continua a vivere legato all'albero, mentre Pietro Crespi e Amaranta stanno ufficialmente insieme. Visitacion si ammala e Úrsula va a chiamare il prete della città, scoprendo che Arcadio e i suoi uomini lo hanno imprigionato nella chiesa. Furiosa, la donna va dal nipote maledicendolo per ciò che sta facendo, augurandogli di essere fucilato da Aureliano e informandolo di non ritenerlo un vero membro della famiglia. Dopo la proposta di matrimonio di Crespi, Amaranta lo caccia di casa, invitandolo a non farsi più vedere. Lui cerca di riconquistarla con una serenata, ma, con la contrarietà di Úrsula, Amaranta lo rifiuta nuovamente. Pietro, deluso in amore per la seconda volta, si suicida. Úrsula decide di chiudere ogni legame con la figlia.
Il locandiere della città chiede a Moscote di agire contro Arcadio, sentendosi rifiutare dato che questa situazione l'hanno causata loro con la ribellione liberale. Arcadio condanna a morte Moscote, contro la volontà imposta da Aureliano prima di partire, ma viene bloccato da Úrsula, che si ribella alla violenza e al dispotismo del nipote, a cui dice che Aureliano è morto. Grazie al discorso della nonna, per la prima volta dalla salita al potere Arcadio si blocca e decide di ritirarsi. Con questo atto, Úrsula diviene il nuovo capo di Macondo. Arcadio scopre che Aureliano è vivo e che è in arrivo un vastissimo esercito conservatore, ma il ragazzo rifiuta di crederci. Tuttavia l'annuncio giunto al giovane Buendìa era vero e la città viene invasa dai soldati nemici, che sparano a vista a civili, comprese donne e bambini. Inoltre bombardano la chiesa, uccidendo il sacrestano. Gran parte della città e degli abitanti di Macondo viene distrutta e uccisa, compreso tutto il gruppo di collaboratori di Arcadio. Il giovane Buendìa implora Moscote di fermare i conservatori, ma l'uomo gli dice che sono fuori dal suo controllo e subito dopo viene assassinato. L'esercito arriva a casa Buendìa, dove minaccia Amaranta e Úrsula, convincendo così Arcadio a consegnarsi. Il ragazzo, che come ultime parole chiede di chiamare la figlia già nata Úrsula e il figlio nascituro José Arcadio, viene fucilato dall'esercito.

## Tanti fiori caddero dal cielo
- Titolo originale: Tantas flores cayeron del cielo
- Diretto da: Alex García López
- Scritto da: José Rivera e Natalia Santa

### Trama
Tutto il plotone guidato da Aureliano è stato sconfitto e ucciso, ad eccezione di Buendìa e del suo secondo ufficiale. I due superstiti vengono portati a Macondo, dove Úrsula rivede il figlio dopo mesi. In attesa della condanna, Aureliano viene tenuto in arresto e visitato dalla madre. Úrsula ricorda i tempi in cui il figlio aveva il potere di presagire e Aureliano, che dice di averlo perduto, le consegna le poesie scritte per la defunta sposa, implorandola di bruciarle.
Pilar sfida l'intero esercito, preannunciando loro una inevitabile morte in caso di assassinio di Aureliano. Il comandante conservatore Carnicero risponde con un ipocrita proclama in cui afferma di non voler uccidere Buendìa, ma di essere costretto dal governo. La condanna a morte di Aureliano viene ratificata, con la disposizione che venga effettuata subito. Davanti al plotone di esecuzione, Aureliano ricorda la sua infanzia, suo padre e gli inizi di Macondo. Con una sincera titubanza, il colonnello sta per far fucilare Aureliano, ma proprio in quel momento intervengono Rebeca e José Arcadio e l'esercito approfitta della situazione per liberare Aureliano e unirsi alla ribellione.
Un anno dopo, la famiglia Buendìa si è allargata con altri bambini, mentre José Arcadio padre vive ancora sotto il castagno e José Arcadio figlio gira per le terre intorno a casa sua chiedendo il pizzo. Nel frattempo insieme a Rebeca si è trasferito nella casa lasciata libera da Arcadio, ma un giorno José Arcadio muore misteriosamente, ucciso da un colpo di pistola, senza che Rebeca se ne sia accorta. Nessuno scoprirà mai la verità di quella morte.
Nel frattempo il governo conservatore ha proposto una pace ai liberali, che i capi del partito liberale vogliono accettare, firmando un armistizio. Ma Buendìa si rifiuta di farne parte e con l'esercito liberale gira il paese uccidendo generali, soldati e politici conservatori legati alla dittatura. Si crea una vera leggenda intorno ad Aureliano, sulla cui testa viene posta una lauta ricompensa, con l'accordo dei liberali. In risposta, Aureliano dichiara lo scoglimento della collaborazione dei ribelli con il partito liberale, i cui capi politici vengono giustiziati come i conservatori.
Passano gli anni, José Arcadio padre e Úrsula sono ormai anziani, mentre i figli di Arcadio e Aureliano crescono. Un generale conservatore amico di Aureliano, José Raquel Moncada, lo informa che è stato nominato capo di Macondo. Arrivato in città, si reca da Úrsula, dimostrandole un forte rispetto, chiedendole di mostrargli e illustrargli la città e le promette rispetto e pace a Macondo. José Raquel sancisce la volontà di restituire dignità a Macondo e pari diritti a tutti, riportando la caserma alla sua vecchia funzione di scuola.
Il figlio di Aureliano e Pilar, Aureliano Josè, si infatua della zia Amaranta e lei di lui. I due tentano in più occasioni di consumare la propria passione, ma lei alla fine gli mostra la sua contrarietà in quanto consanguinei di grado vicino. In risposta il ragazzo annuncia la sua partenza per il fronte.
Aureliano torna ad avere i presagi e informa la madre di aver previsto l'imminente morte del padre, che viene dunque slegato dall'albero e riportato in casa. José Arcadio padre vede il figlio di Aureliano raggiungere il padre, vede la morte di Melquiades e vede il futuro della famiglia Buendìa. Dopo di che, viene raggiunto da Prudencio, che gli apre le porte per la morte. Macondo viene coperta di una notturna pioggia di fiori gialli e il mattino dopo si celebra il funerale di José Arcadio, il fondatore di Macondo.
Passati altri anni, Aureliano sta per tornare in città con i propri uomini e José Raquel ordina alla cittadinanza di chiudersi in casa, mentre schiera l'esercito per difendersi. Úrsula si reca da Aureliano e lo implora di evitare di attaccare Macondo e di impedire alla città di ricadere di nuovo nella guerra dopo anni di pace. Nonostante ciò, Aureliano e i suoi uomini partono all'attacco di Macondo, mentre Úrsula si dispiace col defunto marito per aver cresciuto insieme un mostro.